# اگار کوچک
اگار کوچک (Eriogaster lanestris) گونه‌ای شاپرک است که در خانواده شاپرک‌های پشمالو قرار دارد. این شاپرک در بیشتر خاک اروپا به ویژه در حوزه رود آمور زندگی می‌کند. پهنای بال اگار کوچک ۳۰ تا ۴۰ میلی‌متر است. لارو این شاپرک از گیاهان آلو بخارایی، زالزالک و توس نقره‌ای تغذیه می‌کند. تحقیقات جدید نشان می‌دهد که شفیره شاپرک اگار کوچک ممکن است تا ۱۰ سال از تخم خارج نشود.

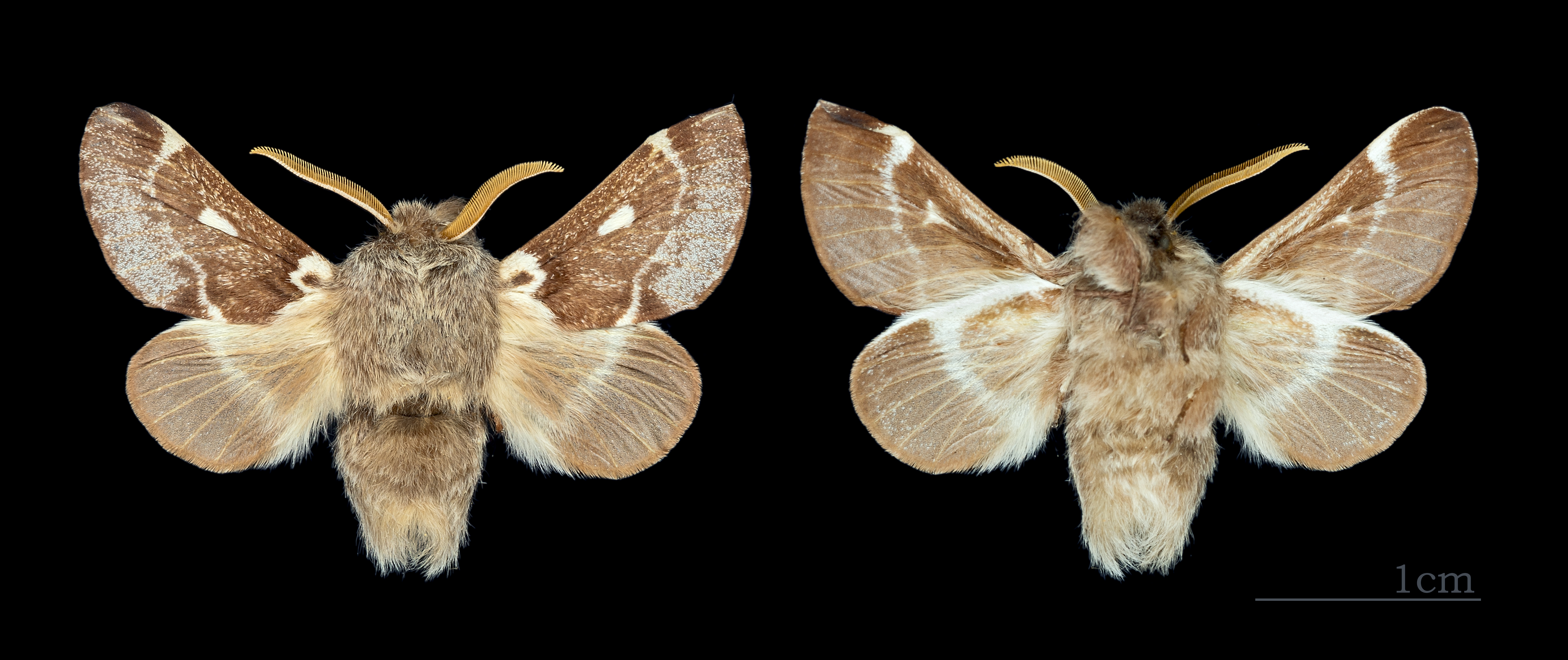
♂ نر
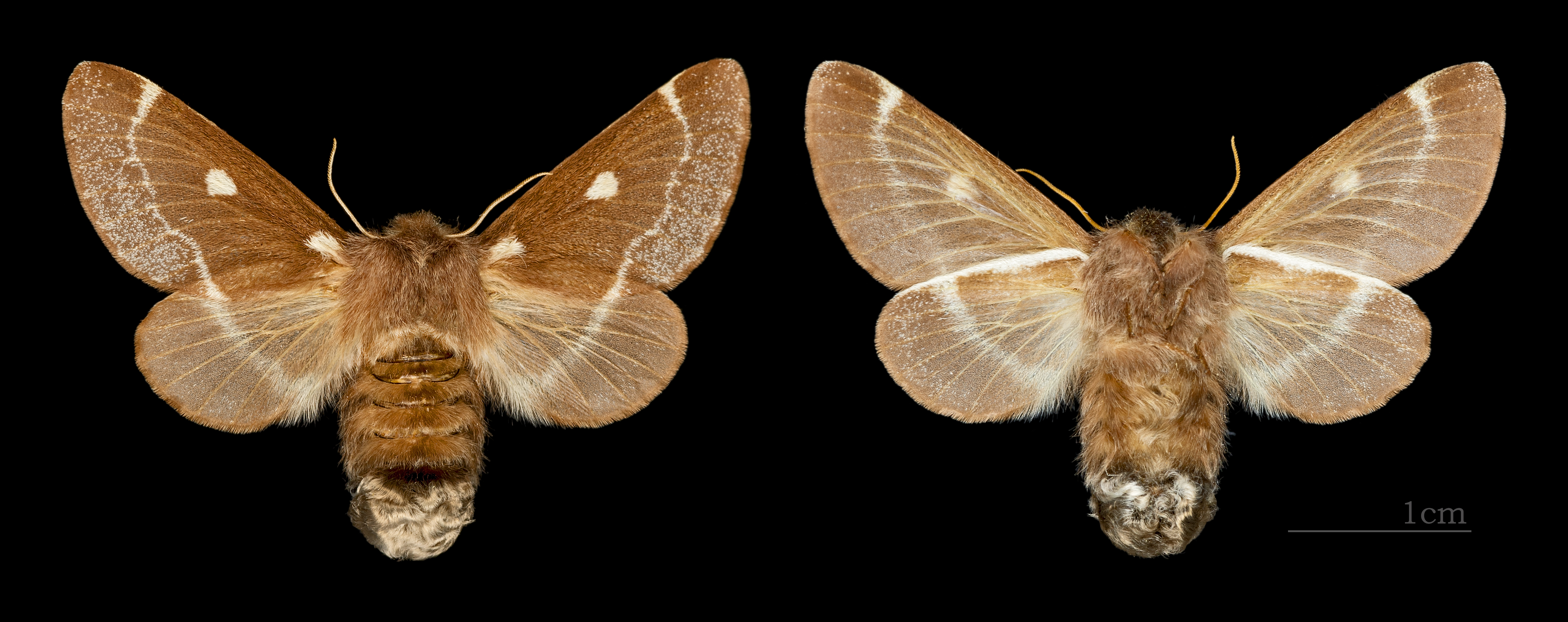
♀ ماده
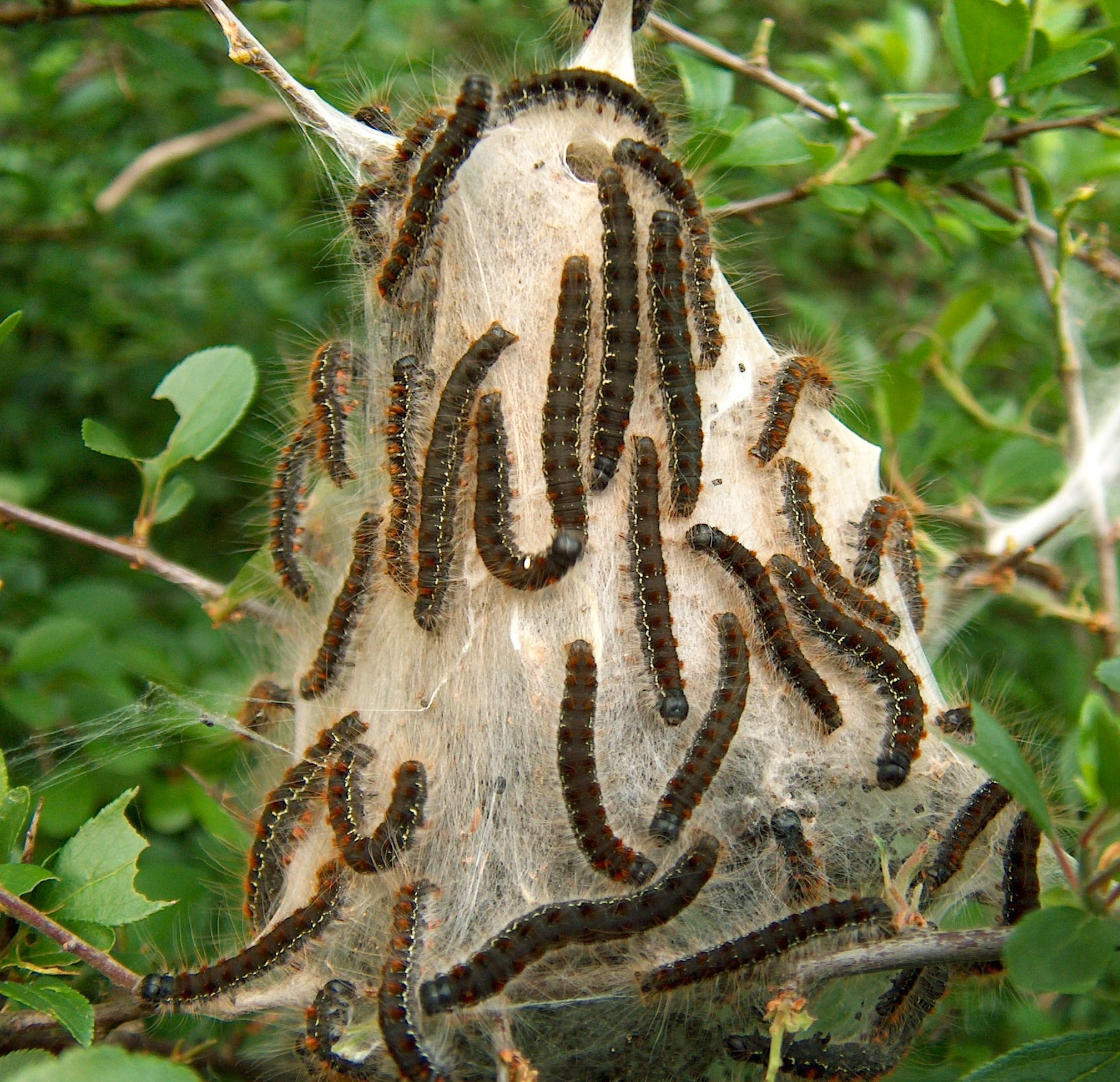
کرم ابریشم
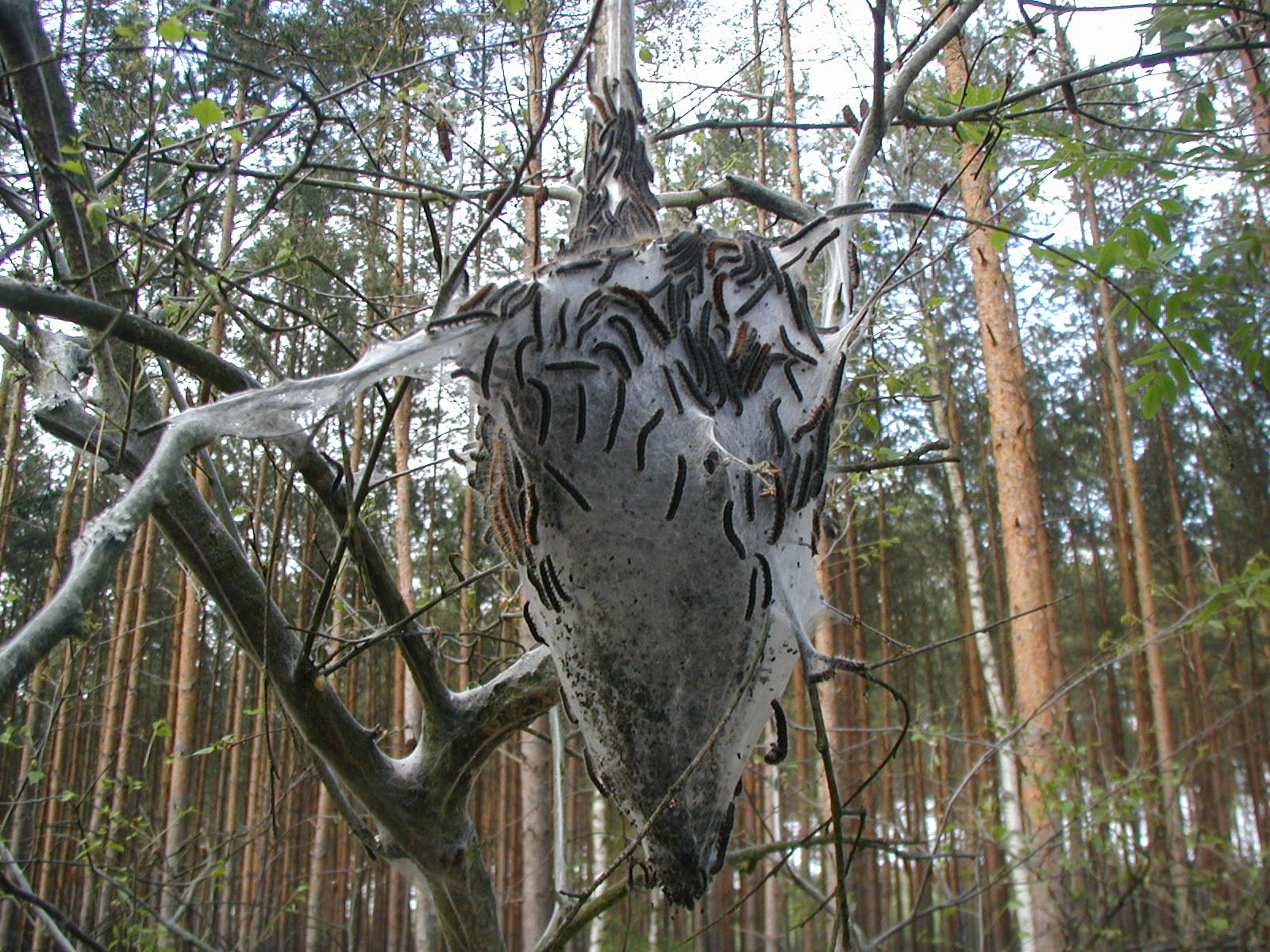
کرم ابریشم